# Simon Curtis
Simon Curtis (født 11. marts 1960) er en engelsk teater- og filminstruktør og filmproducer, bedst kendt for My Week with Marilyn.
Curtis startede sin karriere på Royal Court Theatre i London. Hans første job var som assisterende instruktør på skuespillet Top Girls. Han blev senere assisterende instruktør for både Danny Boyle og Max Stafford-Clark.
I 2007 instruerede han tv-serien Cranford for BBC. I august 2008 instruerede han tv-filmen A short stay in Switzerland for BBC. Filmen, der havde Julie Walters i ovedrollen, var baseret på den sande historie om Dr. Anne Turner, som valgte at tage sit eget liv, på en klinik i Schweiz der tilbød aktiv dødshjælp i 2006. A Short stay in Switzerland var nomineret til en Royal Television Society Award og en British Academy Television Award for bedste tv-dramafilm.
I 2004, kontaktede Curtis filmproduceren David Parfitt, med en forespørgsel om at lave en filmatisering af bøgerne The Prince, The Showgirl and me og My Week with Marilyn.. Adrian Hodges skrev manuskriptet til filmen, der fik navnet My Week with Marilyn. Curtis og Parfitt gik til BBC og Storbritanniens filmråd, der samlede pengene til udviklingen af projektet. Derefter gik Curtis til Harvey Weinstein, der finansierede filmen. My Week with Marilyn blev optaget i slutningen af 2010, og fik premiere i november 2011.